# Premio Solinas
Il premio Solinas è una manifestazione italiana dedicata alla scrittura per il cinema.

## Storia
Ideato e fondato nel 1985 a La Maddalena, in Sardegna, dal giornalista Felice Laudadio (ex presidente della Fondazione Centro Sperimentale di Cinematografia) con la collaborazione di Gian Maria Volonté, il premio è intitolato allo sceneggiatore sardo Franco Solinas, autore di film quali La battaglia di Algeri, Queimada e Kapò di Gillo Pontecorvo, Quién sabe? di Damiano Damiani, L'amerikano di Costa-Gavras e Mr. Klein di Joseph Losey. Dopo numerose edizioni svoltesi a La Maddalena, il premio Solinas si è spostato prima a Bologna, poi a Roma per ritornare dal 2010 a La Maddalena, e poi nuovamente a Roma.
Nei suoi primi dieci anni di vita sono stati realizzati 17 film segnalati dalle giurie del Premio Solinas divenuti oltre 80 nei 20 anni successivi. La giuria storica del Premio era presieduta dal produttore Franco Cristaldi e composta da Agenore Incrocci (Age), Giorgio Arlorio, Leo Benvenuti, Suso Cecchi D'Amico, Felice Laudadio, Ugo Pirro, Gillo Pontecorvo, Furio Scarpelli, Gian Maria Volonté ai quali negli anni successivi si sono aggiunti, fra gli altri: Luigi Magni, Irene Bignardi, Piero De Bernardi, Roberto Cicutto, Sandro Petraglia, Stefano Rulli, Ignazio Delogu, Gian Mario Feletti, Salvatore Mannuzzu, Enzo Monteleone, Nanni Loy.

## Premi

### Premio Franco Solinas
- 1997 : Giorni, di David Osorio e Monica Rametta[5] e E così sia di Antonia Iaccarino e Gemito Vincenzo di Dario Spera e Il mondo alla rovescia di Rolando Colla, Gianluigi Toccafondo e Elena Pedrazzoli e Napoletani di Paolo Sorrentino (Premio Miglior Sceneggiatura).
- 2007 : Luglio '80 di Giorgio Fabbri e Nudi alla meta di Andrea Prandstraller e Marco Pettenello (Premio Miglior Sceneggiatura)[6].
- 2008 : Quando gli elefanti combattono, di Domenico Distilo, Filippo Gravino e Guido Iuculano (Premio Miglior Sceneggiatura).
- 2010 : La notte oscura (Scuru) di Paolo Pintacuda (Premio Miglior Sceneggiatura)[7].
- 2011 : Il mestiere di Massimo De Angelis (Premio Miglior Sceneggiatura)[8].
- 2012 : Buoni e cattivi di Cosimo Gomez e Voci di mezzanotte di Lucio Besana (Premio Solinas Storie per il Cinema)[9].
- 2013 : Il giorno dei fantasmi bianchi - Mexico e nuvole di Massimo De Angelis e Una buona ragione di Massimiliano Gherzi e Saverio Pesapane (Premio Solinas Storie per il Cinema)[10]
- 2014 :  Il ragazzino con i denti da squalo di Valerio Cilio e Gianluca Leoncini (Premio Miglior Sceneggiatura)[11].
- 2015 : Aeterna di Valentina Gaddi e Sebastiano Melloni (Premio Miglior Sceneggiatura)[12].
- 2016 : Dove sono le lucciole di Flaminia Gressi (Premi il Miglior Sceneggiatura)[13].
- 2017 : Piove di Jacopo del Giudice (Premio Miglior Sceneggiatura).
- 2018 : Tempo, dubbi e farfalle di Maria Teresa Venditti e Lucia Giovenali e Tutti i cani muoiono da soli di Paolo Pisanu e Gianni Tetti (Premio Miglior Sceneggiatura).
- 2019 : Arrusi di Luca Maria Piccolo e L’estate della svolta di Luca Giordano (Premio Miglior Sceneggiatura).
- 2021 : I figli della scimmia di Damiano Femfert e Tommaso Landucci e Gioia di Benedetta Mori, Giuliano Scarpinato e Chiara Tripaldi (Premio Miglior Sceneggiatura).
- 2022 : Due amici di Giulia Cosentino e Pierfrancesco Li Donni (Premio Miglior Sceneggiatura).  Borsa di Studio Claudia Sbarigia a La traversata di Andrea Paolo Massara e Cristian Patanè[14].

### Premio Solinas Documentario per il Cinema
- 2015 : Nessuno mi può giudicare di Enrico Maisto e Valentina Cicogna, e Mr one thousand di Giuliano Ricci
- 2016 : L’incorreggibile di Manuel Coser[15]
- 2020: Fortuna granda di Francesca Sironi e Alberto Gottardo[16][17]

### Premio Solinas - Experimenta
- 2011 : Monitor, di Alessio Lauria e Manuela Pinetti e Ipersonnia, di Enrico Saccà e Alberto Mascia
- 2015 : Non sono mica il libanese, di Anita Miotto e Michele Vannucci, La porta, di Lorenzo Lodovichi e Jean Elia, Blu, di Tommaso Renzoni e Francesca Marino
- 2021 : L'Effetto Dorothy, di Luca Avagliano e Gregory Eve

### Premio Solinas Italia - Spagna
- 2016: Un futuro asegurato, Martino Luca Greco e Cuatro chicos en fuga, Chiara Emanuela Rap e Giada Signorin
- 2018: In acque profonde, Stefano Mutolo e Toro rogo, Luigi Roccati e Alessandro Regalo
- 2019: Maspalomas, Tommaso Santi e Regno animale, Sara Arango Ochoa e Gianni Tetti
- 2020: Cineclub, Julen Zubiete Iza e Heste Hombre, Luca Pedretti e Cinzia Bomoll - Finalisti: Ernest, Giansalvo Pinocchio e Giorgio Maria Nicolai ; Un assedio, Stefano Piri

- 2021: Il ruolo della loro vita, Ruben Fernandez Manzanera - Menzioni speciali: Així en terra, Alessandro De Francesco, De Resaca, Luigi Manca e Francesco Tosco, Manuale distruzione sentimentale, Caterina Salvadori, Mundial, Annibale Gagliani

### Premio Solinas - La Bottega della Sceneggiatura
- 2022: Il peso del mondo, Jacopo Cazzaniga (Vincitore) e Le figlie di Roma, Federica Baggio e Anna Francesca Leccia (Secondo classificato) e Galena, Marco Panichella (Menzione speciale)[18]
- 2024: Il grande acquisto, Raffaele Iaccarino e Giacomo Zibardi (Vincitore) e The partisan, Jessica Romagnoli (Secondo classificato) e Figli della nube, Gianluca Tria e Lorenzo Garofalo (Menzione speciale) e Fuoco grande, Sara Giudice (Menzione speciale)[19][20][21]